# Вибори до Закарпатської обласної ради 2010
Вибори до Закарпатської обласної ради 2010 — вибори до Закарпатської обласної ради, що відбулися 31 жовтня 2010 року. Вибори пройшли за змішаною системою.

## Результати виборів

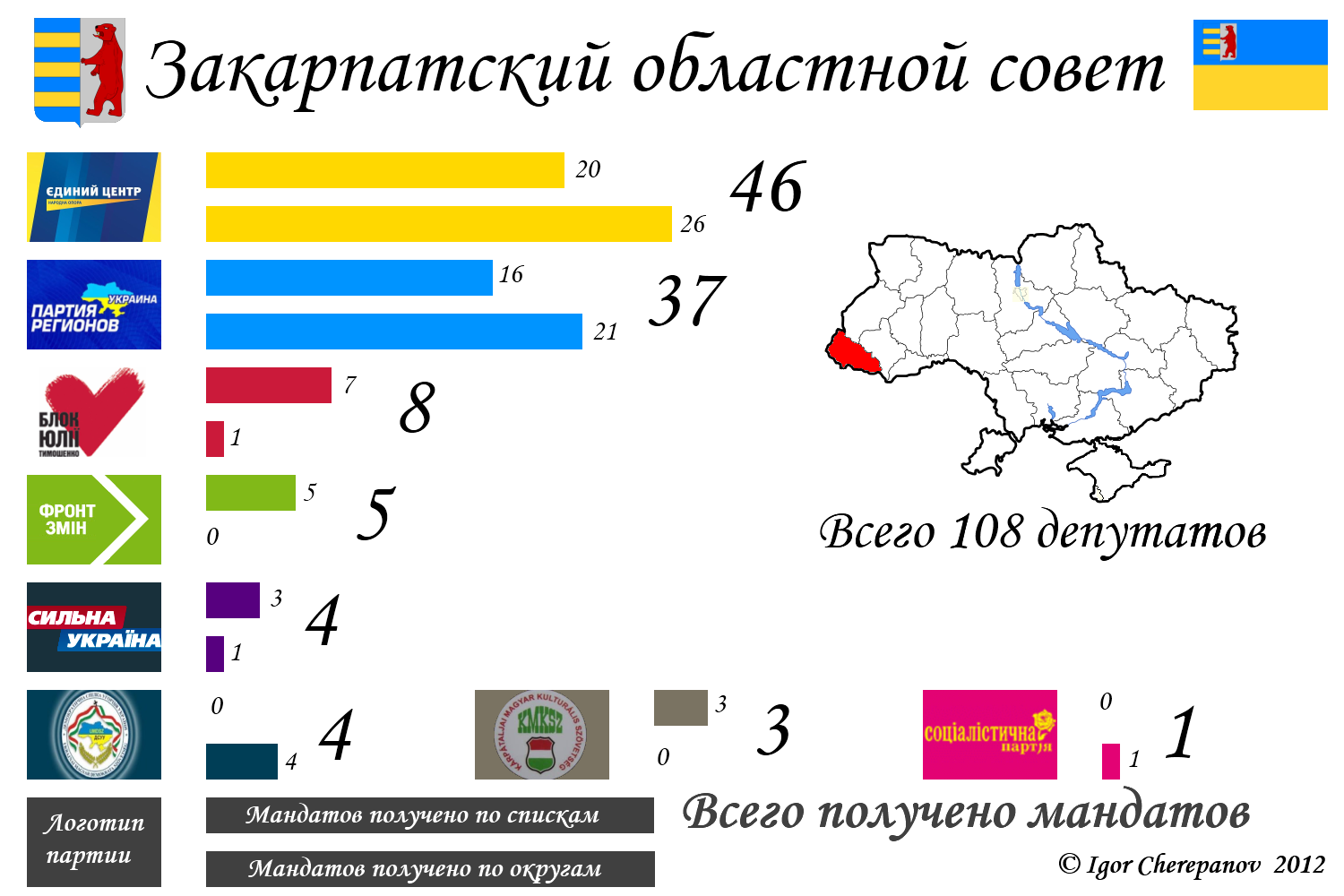
Результати виборів до Закарпатської обласної ради

### Голосування за списки партій
| №  | Партія чи блок                                 | Голосів «За» | У %    | +/- відсотків у порівнянні з попередніми виборами | Місць |
| -- | ---------------------------------------------- | ------------ | ------ | ------------------------------------------------- | ----- |
| 1  | Єдиний центр                                   | 125956       | 24,14% |                                                   | 20    |
| 2  | Партія регіонів                                | 96193        | 18,44% |                                                   | 16    |
| 3  | ВО «Батьківщина»                               | 45400        | 8,70%  |                                                   | 7     |
| 4  | Фронт змін                                     | 32215        | 6,17%  |                                                   | 5     |
| 5  | КМКС «Партія угорців України»                  | 20456        | 3,92%  |                                                   | 3     |
| 6  | Сильна Україна                                 | 16477        | 3,16%  |                                                   | 3     |
| 7  | Демократична партія угорців України            | 15351        | 2,94%  |                                                   | 0     |
| 8  | УДАР                                           | 12309        | 2,36%  |                                                   | 0     |
| 9  | Народна партія                                 | 7819         | 1,50%  |                                                   | 0     |
| 10 | ВО «Свобода»                                   | 7529         | 1,44%  |                                                   | 0     |
| 11 | «Зелені»                                       | 7291         | 1,40%  |                                                   | 0     |
| 12 | Комуністична партія України                    | 5803         | 1,11%  |                                                   | 0     |
| 13 | ЕКО+25%                                        | 3647         | 0,70%  |                                                   | 0     |
| 14 | Соціалістична партія України                   | 3478         | 0,67%  |                                                   | 0     |
| 15 | Партія зелених України                         | 3340         | 0,64%  |                                                   | 0     |
| 16 | Народно-трудовий союз України                  | 2982         | 0,57%  |                                                   | 0     |
| 17 | Християнський рух                              | 2862         | 0,55%  |                                                   | 0     |
| 18 | Українська народна партія                      | 2740         | 0,53%  |                                                   | 0     |
| 19 | Українська партія                              | 2740         | 0,53%  |                                                   | 0     |
| 20 | «Пора»                                         | 2419         | 0,46%  |                                                   | 0     |
| 21 | Соціал-демократична партія України (об'єднана) | 2025         | 0,39%  |                                                   | 0     |
| 22 | Аграрна партія України                         | 1813         | 0,35%  |                                                   | 0     |
| 23 | Партія захисників Вітчизни                     | 1723         | 0,33%  |                                                   | 0     |
| 24 | «Справедливість»                               | 1603         | 0,31%  |                                                   | 0     |
| 25 | Наша Україна                                   | 1377         | 0,26%  |                                                   | 0     |
| 26 | «Зелена планета»                               | 1340         | 0,26%  |                                                   | 0     |
| 27 | Козацька українська партія                     | 1770         | 0,22%  |                                                   | 0     |
| 28 | Народна влада                                  | 980          | 0,19%  |                                                   | 0     |
| 29 | Нова сила                                      | 882          | 0,17%  |                                                   | 0     |
| 30 | Нова політика                                  | 788          | 0,15%  |                                                   | 0     |
| 31 | «Правда»                                       | 664          | 0,13%  |                                                   | 0     |
|    | Проти всіх                                     | 59623        | 11,43% | —                                                 | —     |
|    | Недійсні бюлетені                              | 30787        | 5,90%  | —                                                 | —     |
|    | В цілому                                       | 521733       | 100%   |                                                   |       |

### Одномандатні округи
| № | Партія                                 | Здобуто місць |
| - | -------------------------------------- | ------------- |
| 1 | Єдиний центр                           | 26            |
| 2 | Партія регіонів                        | 21            |
| 3 | Демократична партія угорців України    | 4             |
| 4 | Всеукраїнське об'єднання «Батьківщина» | 1             |
| 5 | Сильна Україна                         | 1             |
| 6 | Соціалістична партія України           | 1             |

### Загальні підсумки здобутих партіями місць
| № | Партія                                 | Здобуто місць |
| - | -------------------------------------- | ------------- |
| 1 | Єдиний центр                           | 46            |
| 2 | Партія регіонів                        | 37            |
| 3 | Всеукраїнське об'єднання «Батьківщина» | 8             |
| 4 | Фронт змін                             | 5             |
| 5 | Сильна Україна                         | 4             |
| 6 | Демократична партія угорців України    | 4             |
| 7 | КМКС «Партія угорців України»          | 3             |
| 8 | Соціалістична партія України           | 1             |

## Зовнішні посилання
- Ужгород: Закарпатська обласна ТВК оприлюднила офіційні результати виборів до обласної ради [Архівовано 4 березня 2016 у Wayback Machine.]
- Офіційна сторінка Закарпатської обласної ради
- Сторінка ЦВК України щодо місцевих виборів 2010